# Коломийцево Озеро
Коломийцево Озеро (укр. Коломійцеве Озеро) — село,
Штомпелевский сельский совет,
Хорольский район,
Полтавская область,
Украина.
Код КОАТУУ — 5324887711. Население по переписи 2001 года составляло 128 человек.

## Географическое положение
Село Коломийцево Озеро находится на одном из истоков реки Рудка,
ниже по течению на расстоянии в 1,5 км расположено село Шарковщина,
на расстоянии в 1 км расположены сёла Штомпелевка, Куторжиха и Новый Байрак.
Рядом проходят автомобильная дорога Т-1709 и
железная дорога, станция Хорол в 2,5 км.

## История
После 1945 присоеденена Гришкивка (Гришкова Долина)
Село указано на специальной карте Западной части России Шуберта 1826-1840 годов